# Доронин, Виталий Дмитриевич
Вита́лий Дми́триевич Доро́нин (31 октября (13 ноября) 1909, Саратов, Российская империя — 20 июня 1976, Москва, РСФСР, СССР) — советский актёр театра и кино. Народный артист РСФСР (1964). Лауреат Сталинской премии третьей степени (1951).

## Биография
Родился 31 октября (13 ноября) 1909 года в Саратове в семье рабочего Дмитрия Павловича Доронина и счетовода Анны Потаповны. Работал слесарем вагоноремонтных мастерских, занимался в кружках художественной самодеятельности.
В 1928 году поехал в Ленинград и поступил в Институт сценических искусств (Театральный техникум, мастерская И. Н. Певцова), который окончил в 1930 году. Тогда же поступил в ленинградский ТРАМ, но проработал там лишь часть сезона и 1931 году вернулся в Саратов, где до 1933 года служил в Саратовском театре драмы имени К. Маркса. Затем с 1933 по 1935 годы Виталий Доронин был призван в РККА и служил, как актёр в театре Особой Краснознамённой Дальневосточной Армии, в Хабаровске.
В 1935 году приехал в Ленинград и выступал параллельно в Ленинградском мюзик-холле и в Ленинградской государственной эстраде. В 1939 году переехал в Москву и стал актёром Театра комедии. Тогда же приобрёл свой первый опыт в кинематографе, снявшись в фильме «Боксёры». С началом Великой Отечественной войны становится актёром передвижного фронтового Московского драматического театра, который дислоцировался при школе лётчиков имени В. П. Чкалова в Борисоглебске. В 1945 году Виталий Доронин был переведён приказом в Московский театр сатиры.
Затем в биографии Виталия Дмитриевича появился Харьковский театр миниатюр, где он дирижировал джаз-оркестром, исполнял жанровые песни.
С 5 октября 1951 года Виталий Доронин стал актёром Малого театра. На сцене театра подтвердил славу блестящего комедийного актёра, мастера «московской» школы реалистической игры. В 1953 году актёр, к тому времени уже покинувший Театр сатиры, сыграл Курочкина в экранизации спектакля Театра сатиры «Свадьба с приданым».
Доронин был дважды женат. Первый брак с актрисой Театра сатиры Н. С. Цветковой (1903—1952). Второй брак с актрисой Малого театра Констанцией Францевной Роек (1923—2005). Дочь — актриса Малого театра Елена Доронина (1955—2011).
Умер 20 июня 1976 года в Москве на 67-м году жизни. Похоронен в Москве на Ваганьковском кладбище (участок № 19).

## Признание и награды
- Сталинская премия третьей степени (1951) — за исполнение роли Николая Терентьевича Курочкина в спектакле «Свадьба с приданым» Н. М. Дьяконова
- заслуженный артист РСФСР (1954)
- народный артист РСФСР (1964)
- орден Трудового Красного Знамени (4.11.1974)
- орден «Знак Почёта» (1967)
- медаль «За оборону Советского Заполярья»
- медаль «За доблестный труд в Великой Отечественной войне 1941—1945 гг.»
- медаль «В память 800-летия Москвы»

## Творчество

### Роли в театре

#### Театр сатиры
- 1948 — «Вас вызывает Таймыр» А. А. Галича и К. Ф. Исаева — Дюжиков
- 1951 — «Свадьба с приданым» Н. М. Дьяконова — Николай Курочкин

#### Малый театр
- 1951 — «Калиновая Роща» А. Е. Корнейчука — Николай Александрович Верба
- 1951 — «Живой труп» Л. Н. Толстого — Михаил Андреевич Афремов
- 1952 — «Северные зори» по Н. Н. Никитину — Сергунько
- 1953 — «Когда ломаются копья» Н. Ф. Погодина — Брешко
- 1953 — «Порт-Артур» И. Ф. Попова и А. Н. Степанова — Борис Дмитриевич Борейко
- 1954 — «Опасный спутник» А. Д. Салынского — Селихов
- 1955 — «Крылья» А. Е. Корнейчука — Ефрем Ефремович Самосад
- 1956 — «Власть тьмы» Л. Н. Толстого. Режиссёр: Б. И. Равенских — Никита[3]
- 1958 — «Почему улыбались звезды» А. Е. Корнейчука — Барабаш
- 1959 — «Карточный домик» О. Н. Стукалова — Никита
- 1960 — «Любовь Яровая» К. А. Тренева — матрос Швандя
- 1961 — «Весенний гром» Д. И. Зорина — Фома Иванович
- 1961 — «Гроза» А. Н. Островского. Режиссёры: Вера Пашенная, М. Гладков — Тихон Иванович Кабанов[4]
- 1962 — «Палата» С. И. Алёшина — Гончаров
- 1963 — «Горе от ума» А. С. Грибоедова — Репетилов
- 1963 — «Нас где-то ждут» А. Н. Арбузова — Максим Голубкин
- 1965 — «И вновь встреча с юностью» А. Н. Арбузова — Грек
- 1965 — «Рождество в доме синьора Купьелло» Э. Де Филиппо — Лука Купьелло
- 1967 — «Джон Рид» Е. Р. Симонова — Фернандо
- 1969 — «Золотое руно» А. Тулекши — Манов
- 1970 — «Человек и глобус» В. В. Лаврентьева — Ракитский
- 1971 — «Инженер» Е. С. Каплинской — Дюков
- 1972 — «Самый последний день» Б. Л. Васильева — Семён Митрофанович Ковалёв
- 1972 — «Птицы нашей молодости» И. П. Друцэ — Павел Русу
- 1974 — «Летние прогулки» А. Д. Салынского — Зевин
- 1976 — «Господа Головлёвы» М. Е. Салтыкова-Щедрина — Порфирий Владимирович Головлёв

### Роли на радио
- Волшебник Изумрудного города — Страшила

## Фильмография
- 1941 — Боксёры — чемпион-боксер Дорохов (вышел на экраны в 1947 году)
- 1946 — Беспокойное хозяйство — лётчик Иван Крошкин
- 1946 — Центр нападения — Андрей
- 1947 — Рядовой Александр Матросов — эпизод
- 1948 — Красный галстук — Кочубей
- 1950 — Донецкие шахтёры — Павел Недоля
- 1953 — Свадьба с приданым — Николай Курочкин
- 1953 — Огни на реке — дядя Ефим
- 1955 — Дорога — Фёдор Иванович
- 1956 — Крылья (телеспектакль Малого театра) — Самосад
- 1956 — Песня табунщика — Бугров
- 1960 — Нормандия-Неман — генерал Комаров
- 1960 — Грозные ночи — адмирал
- 1962 — Люди и звери — Пётр Иванович Павлов
- 1964 — Непридуманная история — Степан Иванович
- 1964 — Палата — Гончаров
- 1964 — Порт-Артур (телеспектакль Малого театра) — Борейко
- 1960-е годы — Бедность не порок — Любим Торцов
- 1967 — Попутного ветра, «Синяя птица» — капитан шхуны «Синяя птица»
- 1972 — Птицы нашей молодости (телеспектакль Малого театра) — Павел Русу
- 1973 — Разные люди — Родионов-старший